# 默尔伦
默尔伦是德国莱茵兰-普法尔茨州的一个市镇。总面积3.07平方公里，总人口558人，其中男性287人，女性271人（2011年12月31日），人口密度182人/平方公里。